# Hammondsport
Hammondsport (dal nome di Lazarus Hammond, che fondò l'insediamento intorno al 1827) è un villaggio nella contea di Steuben, nello stato federato statunitense di New York. Al censimento del 2000 contava 731 abitanti.
Affacciata sul lago Keuka, Hammondsport è stata nella seconda metà del XIX secolo un importante centro di viticoltura e produzione vinicola; all'inizio del XX secolo, poi, è stata la sede dei pionieristici esperimenti aeronautici della Aerial Experiment Association di Alexander Graham Bell e dei voli dei primi aerei ed idrovolanti di Glenn Curtiss.